# Iliino, Tărgoviște
Iliino (în bulgară Илийно) este un sat în comuna Omurtag, regiunea Tărgoviște,  Bulgaria. 

## Demografie
Componența etnică a satului Iliino
     Romi (41,95%)
     Turci (31,77%)
     Bulgari (11,81%)
     Nicio identificare (14,46%)
La recensământul din 2011, populația satului Iliino era de 491 locuitori. Nu există o etnie majoritară, locuitorii fiind romi (41,95%), turci (31,77%) și bulgari (11,81%). Pentru 14,46% din locuitori nu este cunoscută apartenența etnică.